# Peñamiller
Peñamiller è una città dello stato di Querétaro, nel Messico centrale, capoluogo della omonima municipalità.
La popolazione della municipalità è di 17.007 abitanti e ha una estensione di 695 km².